# Cantón de La Seyne-sur-Mer
El cantón de La Seyne-sur-Mer era una división administrativa francesa que estaba situada en el departamento de Var y la región de Provenza-Alpes-Costa Azul.

## Composición
El cantón estaba formado por una fracción de la comuna que le daba su nombre: La Seyne-sur-Mer.

## Supresión del cantón de La Seyne-sur-Mer
En aplicación del Decreto n.º 2014-270 de 27 de febrero de 2014, el cantón de La Seyne-sur-Mer fue suprimido el 22 de marzo de 2015 y la fracción de la comuna que le daba su nombre se unió con la otra fracción para que, por medio de una reestructuración cantonal, fueran creados los nuevos cantones de La Seyne-sur-Mer-1 y La Seyne-sur-Mer-2.